# قلعه دارا
قلعهٔ دارا یا شهر دارا شهری نظامی، در شمال میانرودان و مرز شاهنشاهی ساسانی و امپراتوری روم شرقی که از نظر نظامی و استراتژیک از اهمیت خاصی برخوردار بوده‌است. امروزه در روستای Oğuz، استان ماردین در ترکیه، آثار بجا مانده، از این قلعه را می‌توان دید.

## زمینهٔ تاریخی
بعد از شکست بیزانس در جنگ آناستازی، از قوای ساسانی، در سال ۵۰۲–۵۰۶ میلادی، در سال ۵۰۵ میلادی، امپراتور بیزانس، آناستازیوس اول تصمیم گرفت به احیاء و بازسازی ده دارا پرداخته و قلعه‌ای در آنجا بسازد. دارا تنها ۵ کیلومتر با مرز حکومت ساسانی فاصله داشت و در فاصلهٔ ۱۸ کیلومتری از شهر نصیبین که در دست ساسانیان بود، قرار داشت. بعدها ژوستینین یکم (یوستی نیانوس یکم) دیوارهای قلعه را استحکام بخشید و ارتفاع آن را تا ۲۰ متر بالا برد.

## سرنوشت قلعه در طی جنگهای ایران و بیزانس
این قلعه در سال ۵۷۴ میلادی توسط خسرو انوشیروان تسخیر شد. ضربهٔ روحی حاصل از این شکست به حدی بود که امپراتور وقت امپراتوری بیزانس، ژوستین دوم از مقام خود استعفا کرد.
خسرو پرویز در سال ۵۹۱ میلادی، در ازای کمکی که از موریس امپراتور بیزانس برای بازپس گرفتن سلطنت، از بهرام چوبین گرفته بود این قلعه را به بیزانس باز پس داد.
بعد از قتل موریس توسط فوکاس امپراتور بعدی، خسرو وارد جنگ با بیزانس شده و قلعهٔ
دارا را در سال ۶۰۴ میلادی به تصرف خود درآورد.
در آخر در سال ۶۳۹ میلادی این قلعه توسط اعراب تسخیر شد و به مرور زمان ارزش استراتژیکی و نظامی خود را از دست داد.

## لینکهای مربوط
- Battle of Daras animated battle map by Jonathan Webb